# Целеюв (Мазовецьке воєводство)
Целеюв (пол. Celejów) — село в Польщі, у гміні Вільґа Ґарволінського повіту Мазовецького воєводства.
Населення — 341 особа (2011).
У 1975-1998 роках село належало до Седлецького воєводства.

## Демографія
Демографічна структура станом на 31 березня 2011 року:
|          | Загалом | Допрацездатний вік | Працездатний вік | Постпрацездатний вік |
| -------- | ------- | ------------------ | ---------------- | -------------------- |
| Чоловіки | 171     | 31                 | 120              | 20                   |
| Жінки    | 170     | 34                 | 92               | 44                   |
| Разом    | 341     | 65                 | 212              | 64                   |